# Copa Italia 2008-09
La Copa Italia 2008-09, también conocida como Copa TIM por razones de patrocinio, fue la temporada 62 de la competencia. Un total de 78 clubes participaron en el torneo. Inició el 9 de agosto y terminó el 13 de mayo. La SS Lazio se proclamó campeona de la copa por 5ª vez en su historia al vencer en la tanda de penales a Sampdoria. Por séptimo año consecutivo, un equipo de la capital italiana llegó a la final.

## Equipos participantes
| - Serie A (20 equipos) - A. C. Milan - A. S. Roma - Atalanta B. C. - Bologna F. C. - Cagliari - Catania - Chievo Verona - A. C. F. Fiorentina - Genoa C. F. C. - F. C. Internazionale - Juventus F. C. - S. S. Lazio - U. S. Lecce - S. S. C. Napoli - U. S. Palermo - Reggina - U. C. Sampdoria - A. C. Siena - Torino F. C. - Udinese | - Serie B (22 equipos) - U. C. AlbinoLeffe - A. C. Ancona - Ascoli - U. S. Avellino - A. S. Bari - Brescia - A. S. Cittadella - Empoli F. C. - Frosinone - U. S. Grosseto F. C. - A. S. Livorno - A. C. Mantova - Modena F. C. - Parma F. C. - Piacenza - A. C. Pisa - Rimini F. C. - Salernitana - U. S. Sassuolo - F. C. Treviso - U. S. Triestina - Vicenza | - Serie C1 (24 equipos) - A. C. Arezzo - Benevento - S. S. Cavese - A. C. Cesena - U. S. Cremonese - F. C. Crotone - U. S. Foggia - Foligno - Gallipoli - A. C. Legnano - A. C. Lumezzane - A. C. Monza - Novara - Padova - U. S. Pergocrema - Perugia - Pescara - Portogruaro - A. C. Pro Sesto - Ravenna - Real Marcianise - A. C. Reggiana - Sorrento - Taranto | - Serie C2 (4 equipos) - Bassano Virtus - S. S. Barletta - Celano Marsica - A. C. Mezzocorona - Serie D (8 equipos) - A. C. Biellese - Tritium - Chioggia Sott - Castellarano - U. S. Pontedera - Renato Curi Angolana - Castelsardo - Bacoli Sibilla Flegrea |

## Primera Ronda
En esta ronda inician los equipos de las Series C1, C2 y D, dando un total de 36 participantes que se dividen en 18 emparejamientos. 
| N.º | Local       | Marcador        | Visitante              |
| --- | ----------- | --------------- | ---------------------- |
| 1   | Gallipoli   | 3-2             | Bacoli Sibilla Flegrea |
| 2   | Ravenna     | 5-1             | Castellarano           |
| 3   | Monza       | 1-1 (5-4 en p.) | Celano Marsica         |
| 4   | Perugia     | 1-0             | Lumezzane              |
| 5   | Taranto     | 1-2             | Bassano Virtus         |
| 6   | Mezzocorona | 0-2             | Pescara                |
| 7   | Cavese      | 3-1             | Biellese               |
| 8   | Sorrento    | 3-1             | Castelsardo            |
| 9   | Legnano     | 1-3             | Benevento              |

| N.º | Local     | Marcador  | Visitante            |
| --- | --------- | --------- | -------------------- |
| 10  | Pro Sesto | 2-0       | Tritium              |
| 11  | Foligno   | 3-2       | Pergocrema           |
| 12  | Crotone   | 2-0       | Renato Curi Angolana |
| 13  | Novara    | 3-1       | Real Marcianise      |
| 14  | Cesena    | 3-1       | Chioggia Sott        |
| 15  | Foggia    | 0-2       | Barletta             |
| 16  | Cremonese | 1-0 (0-3) | Reggiana             |
| 17  | Arezzo    | 1-4       | Portogruaro          |
| 18  | Padova    | 8-0       | Pontedera            |

1. ↑  La junta deportiva decretó una derrota 3-0 para el Cremonese debido a alineación indebida del defensor William Viali, descalificado el 27 de agosto de 2007.

## Segunda Ronda
| N.º | Local       | Marcador       | Visitante      |
| --- | ----------- | -------------- | -------------- |
| 1   | Mantova     | 1-0            | Gallipoli      |
| 2   | Rimini      | 3-3 (0-3 pen.) | Ravenna        |
| 3   | Vicenza     | 3-0            | Monza          |
| 4   | Ascoli      | 3-1            | Perugia        |
| 5   | Bari        | 2-0            | Bassano Virtus |
| 6   | AlbinoLeffe | 2-2 (8-7 pen.) | Pescara        |
| 7   | Pisa        | 1-2            | Cittadella     |
| 8   | Empoli      | 2-0            | Ancona         |
| 9   | Grosseto    | 4-2            | Cavese         |
| 10  | Triestina   | 2-1            | Sorrento       |

| N.º | Local       | Marcador       | Visitante   |
| --- | ----------- | -------------- | ----------- |
| 11  | Treviso     | 2-2 (8-9 pen.) | Benevento   |
| 12  | Pro Sesto   | 0-1            | Modena      |
| 13  | Brescia     | 2-1            | Foligno     |
| 14  | Frosinone   | 0-2            | Crotone     |
| 15  | Livorno     | 3-0            | Novara      |
| 16  | Salernitana | 3-1            | Cesena      |
| 17  | Barletta    | 1-3            | Sassuolo    |
| 18  | Avellino    | 0-1            | Reggiana    |
| 19  | Parma       | 3-2 (pró.)     | Portogruaro |
| 20  | Piacenza    | 0-1            | Padova      |

## Tercera Ronda
| N.º | Local      | Marcador | Visitante   |
| --- | ---------- | -------- | ----------- |
| 1   | Genoa      | 3-1      | Mantova     |
| 2   | Palermo    | 1-2      | Ravenna     |
| 3   | Bologna    | 2-0      | Vicenza     |
| 4   | Ascoli     | 1-0      | Bari        |
| 5   | Siena      | 4-0      | AlbinoLeffe |
| 6   | Cittadella | 0-1      | Empoli      |
| 7   | Reggina    | 3-0      | Grosseto    |
| 8   | Cagliari   | 1-0      | Triestina   |

| N.º | Local         | Marcador   | Visitante   |
| --- | ------------- | ---------- | ----------- |
| 9   | Lazio         | 5-1        | Benevento   |
| 10  | Atalanta      | 2-1        | Modena      |
| 11  | Torino        | 2-1 (pró.) | Brescia     |
| 12  | Crotone       | 0-3        | Livorno     |
| 13  | Lecce         | 0-1        | Salernitana |
| 14  | Sassuolo      | 1-0        | Reggiana    |
| 15  | Catania       | 2-1 (pró.) | Parma       |
| 16  | Chievo Verona | 1-2        | Padova      |

## Cuarta Ronda
| N.º | Local       | Marcador       | Visitante |
| --- | ----------- | -------------- | --------- |
| 1   | Genoa       | 2-1            | Ravenna   |
| 2   | Bologna     | 1-0            | Ascoli    |
| 3   | Siena       | 0-2            | Empoli    |
| 4   | Reggina     | 4-0            | Cagliari  |
| 5   | Lazio       | 2-0            | Atalanta  |
| 6   | Torino      | 3-2 (pró.)     | Livorno   |
| 7   | Salernitana | 2-2 (8-7 pen.) | Sassuolo  |
| 8   | Catania     | 4-0            | Padova    |

## Fase Final
En esta fase estuvieron 16 equipos, 8 ganadores de la cuarta ronda que se unen a los 8 equipos de la Serie A que disputaban competencias europeas. Se jugó con el típico sistema de play-off iniciando con los octavos de final hasta la final, entre noviembre de 2008 y mayo de 2009. Las semifinales fueron las únicas a doble partido.
|  | Octavos de final                                 | Octavos de final                                 | Octavos de final                                 |       |   | Cuartos de final            | Cuartos de final            | Cuartos de final            |  |  | Semifinales                   | Semifinales                   | Semifinales                   |  |  | Final      | Final      | Final      |
|  | 12 de noviembre/3/17 de diciembre/13/14 de enero | 12 de noviembre/3/17 de diciembre/13/14 de enero | 12 de noviembre/3/17 de diciembre/13/14 de enero |       |   | 21/22 de enero/4 de febrero | 21/22 de enero/4 de febrero | 21/22 de enero/4 de febrero |  |  | 3/4 de marzo - 22/23 de abril | 3/4 de marzo - 22/23 de abril | 3/4 de marzo - 22/23 de abril |  |  | 13 de mayo | 13 de mayo | 13 de mayo |
|  |                                                  |                                                  |                                                  |       |   |                             |                             |                             |  |  |                               |                               |                               |  |  |            |            |            |
|  |                                                  |                                                  |                                                  |       |   |                             |                             |                             |  |  |                               |                               |                               |  |  |            |            |            |
|  |                                                  |                                                  |                                                  |       |   |                             |                             |                             |  |  |                               |                               |                               |  |  |            |            |            |
|  | Milan                                            | 1                                                |                                                  |       |   |                             |                             |                             |  |  |                               |                               |                               |  |  |            |            |            |
|  | Milan                                            | 1                                                |                                                  |       |   |                             |                             |                             |  |  |                               |                               |                               |  |  |            |            |            |
|  | Lazio (pró.)                                     | 2                                                |                                                  |       |   |                             |                             |                             |  |  |                               |                               |                               |  |  |            |            |            |
|  | Lazio (pró.)                                     | 2                                                | Lazio                                            | 3     |   |                             |                             |                             |  |  |                               |                               |                               |  |  |            |            |            |
|  |                                                  |                                                  |                                                  |       |   |                             |                             |                             |  |  |                               |                               |                               |  |  |            |            |            |
|  |                                                  | Torino                                           | 1                                                |       |   |                             |                             |                             |  |  |                               |                               |                               |  |  |            |            |            |
|  | Fiorentina                                       | Torino                                           | 1                                                | 0     |   |                             |                             |                             |  |  |                               |                               |                               |  |  |            |            |            |
|  | Fiorentina                                       |                                                  |                                                  |       |   |                             |                             |                             |  |  |                               |                               |                               |  |  |            |            |            |
|  | Torino                                           | 1                                                |                                                  |       |   |                             |                             |                             |  |  |                               |                               |                               |  |  |            |            |            |
|  | Torino                                           | 1                                                | Lazio                                            | 2     | 2 |                             |                             |                             |  |  |                               |                               |                               |  |  |            |            |            |
|  |                                                  |                                                  |                                                  |       | 2 |                             |                             |                             |  |  |                               |                               |                               |  |  |            |            |            |
|  |                                                  | Juventus                                         | 1                                                | 1     |   |                             |                             |                             |  |  |                               |                               |                               |  |  |            |            |            |
|  | Juventus                                         | Juventus                                         | 1                                                | 1     | 3 |                             |                             |                             |  |  |                               |                               |                               |  |  |            |            |            |
|  | Juventus                                         |                                                  |                                                  |       | 3 |                             |                             |                             |  |  |                               |                               |                               |  |  |            |            |            |
|  | Catania                                          | 0                                                |                                                  |       |   |                             |                             |                             |  |  |                               |                               |                               |  |  |            |            |            |
|  | Catania                                          | 0                                                | Juventus (pen.)                                  | 0 (4) |   |                             |                             |                             |  |  |                               |                               |                               |  |  |            |            |            |
|  |                                                  |                                                  |                                                  |       |   |                             |                             |                             |  |  |                               |                               |                               |  |  |            |            |            |
|  |                                                  | Napoli                                           | 0 (3)                                            |       |   |                             |                             |                             |  |  |                               |                               |                               |  |  |            |            |            |
|  | Napoli                                           | Napoli                                           | 0 (3)                                            | 3     |   |                             |                             |                             |  |  |                               |                               |                               |  |  |            |            |            |
|  | Napoli                                           |                                                  |                                                  |       |   |                             |                             |                             |  |  |                               |                               |                               |  |  |            |            |            |
|  | Salernitana                                      | 1                                                |                                                  |       |   |                             |                             |                             |  |  |                               |                               |                               |  |  |            |            |            |
|  | Salernitana                                      | 1                                                | Lazio (pen.)                                     | 1 (6) |   |                             |                             |                             |  |  |                               |                               |                               |  |  |            |            |            |
|  |                                                  |                                                  |                                                  |       |   |                             |                             |                             |  |  |                               |                               |                               |  |  |            |            |            |
|  |                                                  | Sampdoria                                        | 1 (5)                                            |       |   |                             |                             |                             |  |  |                               |                               |                               |  |  |            |            |            |
|  | Udinese (pen.)                                   | Sampdoria                                        | 1 (5)                                            | 0 (8) |   |                             |                             |                             |  |  |                               |                               |                               |  |  |            |            |            |
|  | Udinese (pen.)                                   |                                                  |                                                  |       |   |                             |                             |                             |  |  |                               |                               |                               |  |  |            |            |            |
|  | Reggina                                          | 0 (7)                                            |                                                  |       |   |                             |                             |                             |  |  |                               |                               |                               |  |  |            |            |            |
|  | Reggina                                          | 0 (7)                                            | Udinese                                          | 1 (1) |   |                             |                             |                             |  |  |                               |                               |                               |  |  |            |            |            |
|  |                                                  |                                                  |                                                  |       |   |                             |                             |                             |  |  |                               |                               |                               |  |  |            |            |            |
|  |                                                  | Sampdoria (pen.)                                 | 1 (4)                                            |       |   |                             |                             |                             |  |  |                               |                               |                               |  |  |            |            |            |
|  | Sampdoria                                        | Sampdoria (pen.)                                 | 1 (4)                                            | 2     |   |                             |                             |                             |  |  |                               |                               |                               |  |  |            |            |            |
|  | Sampdoria                                        |                                                  |                                                  |       |   |                             |                             |                             |  |  |                               |                               |                               |  |  |            |            |            |
|  | Empoli                                           | 1                                                |                                                  |       |   |                             |                             |                             |  |  |                               |                               |                               |  |  |            |            |            |
|  | Empoli                                           | 1                                                | Sampdoria                                        | 3     | 0 |                             |                             |                             |  |  |                               |                               |                               |  |  |            |            |            |
|  |                                                  |                                                  |                                                  |       | 0 |                             |                             |                             |  |  |                               |                               |                               |  |  |            |            |            |
|  |                                                  | Internazionale                                   | 0                                                | 1     |   |                             |                             |                             |  |  |                               |                               |                               |  |  |            |            |            |
|  | Internazionale (pró.)                            | Internazionale                                   | 0                                                | 1     | 3 |                             |                             |                             |  |  |                               |                               |                               |  |  |            |            |            |
|  | Internazionale (pró.)                            |                                                  |                                                  |       | 3 |                             |                             |                             |  |  |                               |                               |                               |  |  |            |            |            |
|  | Genoa                                            | 1                                                |                                                  |       |   |                             |                             |                             |  |  |                               |                               |                               |  |  |            |            |            |
|  | Genoa                                            | 1                                                | Internazionale                                   | 2     |   |                             |                             |                             |  |  |                               |                               |                               |  |  |            |            |            |
|  |                                                  |                                                  |                                                  |       |   |                             |                             |                             |  |  |                               |                               |                               |  |  |            |            |            |
|  |                                                  | Roma                                             | 1                                                |       |   |                             |                             |                             |  |  |                               |                               |                               |  |  |            |            |            |
|  | Roma                                             | Roma                                             | 1                                                | 2     |   |                             |                             |                             |  |  |                               |                               |                               |  |  |            |            |            |
|  | Roma                                             |                                                  |                                                  |       |   |                             |                             |                             |  |  |                               |                               |                               |  |  |            |            |            |
|  | Bologna                                          | 0                                                |                                                  |       |   |                             |                             |                             |  |  |                               |                               |                               |  |  |            |            |            |

### Octavos de final
| 3 de diciembre de 2008 | Milan          | 1:2 (0:0, 1:1) | Lazio                          | Estadio de San Siro, Milán |                            |
|                        | Shevchenko 77' |                | Zarate 79' (pen.) · Pandev 93' | Árbitro(s): Nicola Ayroldi | Árbitro(s): Nicola Ayroldi |

| 17 de diciembre de 2008 | Fiorentina | 0:1 (0:1) | Torino      | Estadio Artemio Franchi, Florencia |                            |
|                         |            |           | Bianchi 19' | Árbitro(s): Antonio Damato         | Árbitro(s): Antonio Damato |

| 14 de enero de 2009 | Juventus                                     | 3:0 (1:0) | Catania | Olímpico de Turín, Turín |                        |
|                     | Marchionni 4' · Giovinco 68' · Del Piero 70' |           |         | Árbitro(s): Luca Banti   | Árbitro(s): Luca Banti |

| 12 de noviembre de 2008 | Napoli                                             | 3:1 (2:0) | Salernitana   | Estadio San Paolo, Nápoles  |                             |
|                         | Peccarisi 16' (a.g.) · Piá 25' · Hamšík 53' (pen.) |           | Di Napoli 50' | Árbitro(s): Andrea de Marco | Árbitro(s): Andrea de Marco |

| 12 de noviembre de 2008 | Udinese                                                                                 | 0:0 (0:0, 0:0) (8 – 7 p.)  | Reggina                                                                                          | Estadio Friuli, Udine           |  |
|                         |                                                                                         |                            |                                                                                                  | Árbitro(s): Antonio Giannoccaro |  |
|                         |                                                                                         | Tiros desde el punto penal |                                                                                                  |                                 |  |
|                         | Luković · Obodo · Sala · Motta · Felipe · Nef · Asamoah · Pasquale · Koprivec · Luković |                            | Tognozzi · Ceravolo · Barillà · Viola · Costa · Rakić · Basso · Hallfreðsson · Marino · Tognozzi |                                 |  |

| 12 de noviembre de 2008 | Sampdoria                     | 2:1 (2:0) | Empoli   | Estadio Luigi Ferraris, Génova |                          |
|                         | Bonazzoli 31' · Fornaroli 45' |           | Lodi 62' | Árbitro(s): Dino Tommasi       | Árbitro(s): Dino Tommasi |

| 13 de enero de 2009 | Internazionale                                  | 3:1 (0:0, 1:1) | Genoa     | Estadio de San Siro, Milán |                           |
|                     | Adriano 76' · Cambiasso 100' · Ibrahimovic 104' |                | Rossi 79' | Árbitro(s): Gabriele Gava  | Árbitro(s): Gabriele Gava |

| 17 de diciembre de 2008 | Roma            | 2:0 (0:0) | Bologna | Olímpico de Roma, Roma             |                                    |
|                         | Vučinić 82' 86' |           |         | Árbitro(s): Paolo Silvio Mazzoleni | Árbitro(s): Paolo Silvio Mazzoleni |

### Cuartos de final
| 22 de enero de 2009 | Lazio                               | 3:1 (0:1) | Torino     | Olímpico de Roma, Roma       |                              |
|                     | Pandev 49' · Mauri 55' · Rocchi 91' |           | Natali 29' | Árbitro(s): Andrea Gervasoni | Árbitro(s): Andrea Gervasoni |

| 4 de febrero de 2009 | Juventus                                                             | 0:0 (0:0, 0:0) (4 – 3 p.)  | Napoli                                                    | Olímpico de Turín, Turín   |  |
|                      |                                                                      |                            |                                                           | Árbitro(s): Nicola Ayroldi |  |
|                      |                                                                      | Tiros desde el punto penal |                                                           |                            |  |
|                      | Del Piero · Trezeguet · Nedved · Marchionni · Sissoko · Legrottaglie |                            | Hamšík · Bogliacino · Denis · Lavezzi · Contini · Gargano |                            |  |

| 21 de enero de 2009 | Udinese                       | 1:1 (0:0, 1:1) (1 – 4 p.)  | Sampdoria                                  | Estadio Friuli, Udine        |                              |
|                     | Di Natale 63' (pen.)          |                            | Pazzini 55'                                | Árbitro(s): Nicola Pierpaoli | Árbitro(s): Nicola Pierpaoli |
|                     |                               | Tiros desde el punto penal |                                            |                              |                              |
|                     | D'Agostino · Di Natale · Pepe |                            | Pazzini · Palombo · Sammarco · Gastaldello |                              |                              |

| 21 de enero de 2009 | Internazionale                | 2:1 (1:0) | Roma       | Estadio de San Siro, Milán |                            |
|                     | Adriano 10' · Ibrahimovic 72' |           | Taddei 61' | Árbitro(s): Daniele Orsato | Árbitro(s): Daniele Orsato |

### Semifinales

#### Ida
| 3 de marzo de 2009 | Lazio                   | 2:1 (0:1) | Juventus       | Olímpico de Roma, Roma        |                               |
|                    | Pandev 65' · Rocchi 78' |           | Marchionni 34' | Árbitro(s): Paolo Tagliavento | Árbitro(s): Paolo Tagliavento |

| 4 de marzo de 2009 | Sampdoria                    | 3:0 (3:0) | Internazionale | Estadio Luigi Ferraris, Génova   |                                  |
|                    | Cassano 9' · Pazzini 30' 42' |           |                | Árbitro(s): Massimiliano Saccani | Árbitro(s): Massimiliano Saccani |

#### Vuelta
| 22 de abril de 2009 | Juventus      | 1:2 (0:1) | Lazio                    | Olímpico de Turín, Turín   |                            |
|                     | Del Piero 64' |           | Zarate 38' · Kolarov 52' | Árbitro(s): Nicola Rizzoli | Árbitro(s): Nicola Rizzoli |

| 23 de abril de 2009 | Internazionale  | 1:0 (1:0) | Sampdoria | Estadio de San Siro, Milán |                            |
|                     | Ibrahimovic 27' |           |           | Árbitro(s): Daniele Orsato | Árbitro(s): Daniele Orsato |

### Final
| 86         | POR        | Fernando Muslera     |      |
| 2          | DEF        | Stephan Lichtsteiner |      |
| 13         | DEF        | Sebastiano Siviglia  |      |
| 22         | DEF        | David Rozehnal       |      |
| 3          | DEF        | Aleksandar Kolarov   |      |
| 5          | MED        | Cristian Brocchi     | 105' |
| 24         | MED        | Cristian Ledesma     |      |
| 6          | MED        | Ousmane Dabo         |      |
| 17         | MED        | Pasquale Foggia      | 80'  |
| 19         | DEL        | Goran Pandev         | 73'  |
| 10         | DEL        | Mauro Zárate         |      |
| Entrenador | Entrenador | Delio Rossi          |      |

| 1          | POR        | Luca Castellazzi     |     |
| 16         | DEF        | Hugo Campagnaro      |     |
| 6          | DEF        | Stefano Lucchini     | 98' |
| 5          | DEF        | Pietro Accardi       |     |
| 21         | MED        | Paolo Sammarco       | 91' |
| 19         | MED        | Daniele Franceschini | 87' |
| 23         | MED        | Marius Stankevičius  |     |
| 46         | MED        | Mirko Pieri          |     |
| 17         | MED        | Angelo Palombo       |     |
| 10         | DEL        | Giampaolo Pazzini    |     |
| 99         | DEL        | Antonio Cassano      |     |
| Entrenador | Entrenador | Walter Mazzarri      |     |

| 18 | DEL | Tommaso Rocchi       | 73'  |
| 81 | DEL | Simone Del Nero      | 80'  |
| 29 | DEF | Lorenzo De Silvestri | 105' |

| 40 | MED | Gennaro Delvecchio  | 87' |
| 88 | MED | Daniele Dessena     | 91' |
| 28 | DEF | Daniele Gastaldello | 98' |

| Anotado | 4' | Mauro Zárate | 1–0 |

| Anotado | 31' | Giampaolo Pazzini | 1–1 |

|                      |                          | 0:0 | Fallo de penal (Atajado) | Antonio Cassano     |
| Cristian Ledesma     | Acierto de penal         | 1:0 |                          |                     |
|                      |                          | 1:1 | Acierto de penal         | Angelo Palombo      |
| Tomasso Rocchi       | Fallo de penal (Atajado) | 1:1 |                          |                     |
|                      |                          | 1:2 | Acierto de penal         | Giampaolo Pazzini   |
| David Rozehnal       | Acierto de penal         | 2:2 |                          |                     |
|                      |                          | 2:3 | Acierto de penal         | Daniele Gastaldello |
| Aleksandar Kolarov   | Acierto de penal         | 3:3 |                          |                     |
|                      |                          | 3:4 | Acierto de penal         | Pietro Accardi      |
| Mauro Zárate         | Acierto de penal         | 4:4 |                          |                     |
|                      |                          | 4:5 | Acierto de penal         | Gennaro Delvecchio  |
| Stephan Liechsteiner | Acierto de penal         | 5:5 |                          |                     |
|                      |                          | 5:5 | Fallo de penal (Atajado) | Hugo Campagnaro     |
| Ousmane Dabo         | Acierto de penal         | 6:5 |                          |                     |

| Amonestado | 8'  | Pasquale Foggia     |
| Amonestado | 54' | Sebastiano Siviglia |

| Amonestado | 25'  | Stefano Lucchini    |
| Amonestado | 61'  | Pietro Accardi      |
| Amonestado | 100' | Gennaro Delvecchio  |
| Amonestado | 110' | Angelo Palombo      |
| Amonestado | 112' | Daniele Gastaldello |

| Árbitro | Roberto Rosetti |

| 86         | POR        | Fernando Muslera     |      |
| 2          | DEF        | Stephan Lichtsteiner |      |
| 13         | DEF        | Sebastiano Siviglia  |      |
| 22         | DEF        | David Rozehnal       |      |
| 3          | DEF        | Aleksandar Kolarov   |      |
| 5          | MED        | Cristian Brocchi     | 105' |
| 24         | MED        | Cristian Ledesma     |      |
| 6          | MED        | Ousmane Dabo         |      |
| 17         | MED        | Pasquale Foggia      | 80'  |
| 19         | DEL        | Goran Pandev         | 73'  |
| 10         | DEL        | Mauro Zárate         |      |
| Entrenador | Entrenador | Delio Rossi          |      |

| 1          | POR        | Luca Castellazzi     |     |
| 16         | DEF        | Hugo Campagnaro      |     |
| 6          | DEF        | Stefano Lucchini     | 98' |
| 5          | DEF        | Pietro Accardi       |     |
| 21         | MED        | Paolo Sammarco       | 91' |
| 19         | MED        | Daniele Franceschini | 87' |
| 23         | MED        | Marius Stankevičius  |     |
| 46         | MED        | Mirko Pieri          |     |
| 17         | MED        | Angelo Palombo       |     |
| 10         | DEL        | Giampaolo Pazzini    |     |
| 99         | DEL        | Antonio Cassano      |     |
| Entrenador | Entrenador | Walter Mazzarri      |     |

| 18 | DEL | Tommaso Rocchi       | 73'  |
| 81 | DEL | Simone Del Nero      | 80'  |
| 29 | DEF | Lorenzo De Silvestri | 105' |

| 40 | MED | Gennaro Delvecchio  | 87' |
| 88 | MED | Daniele Dessena     | 91' |
| 28 | DEF | Daniele Gastaldello | 98' |

| Anotado | 4' | Mauro Zárate | 1–0 |

| Anotado | 31' | Giampaolo Pazzini | 1–1 |

|                      |                          | 0:0 | Fallo de penal (Atajado) | Antonio Cassano     |
| Cristian Ledesma     | Acierto de penal         | 1:0 |                          |                     |
|                      |                          | 1:1 | Acierto de penal         | Angelo Palombo      |
| Tomasso Rocchi       | Fallo de penal (Atajado) | 1:1 |                          |                     |
|                      |                          | 1:2 | Acierto de penal         | Giampaolo Pazzini   |
| David Rozehnal       | Acierto de penal         | 2:2 |                          |                     |
|                      |                          | 2:3 | Acierto de penal         | Daniele Gastaldello |
| Aleksandar Kolarov   | Acierto de penal         | 3:3 |                          |                     |
|                      |                          | 3:4 | Acierto de penal         | Pietro Accardi      |
| Mauro Zárate         | Acierto de penal         | 4:4 |                          |                     |
|                      |                          | 4:5 | Acierto de penal         | Gennaro Delvecchio  |
| Stephan Liechsteiner | Acierto de penal         | 5:5 |                          |                     |
|                      |                          | 5:5 | Fallo de penal (Atajado) | Hugo Campagnaro     |
| Ousmane Dabo         | Acierto de penal         | 6:5 |                          |                     |

| Amonestado | 8'  | Pasquale Foggia     |
| Amonestado | 54' | Sebastiano Siviglia |

| Amonestado | 25'  | Stefano Lucchini    |
| Amonestado | 61'  | Pietro Accardi      |
| Amonestado | 100' | Gennaro Delvecchio  |
| Amonestado | 110' | Angelo Palombo      |
| Amonestado | 112' | Daniele Gastaldello |

| Árbitro | Roberto Rosetti |

|           |
|           |
| Campeón   |
| Lazio     |
| 5º título |

## Máximos goleadores
| Pos. | Jugador                 | Equipo    | Goles |
| ---- | ----------------------- | --------- | ----- |
| 1.º  | Goran Pandev            | Lazio     | 6     |
| 2.º  | Massimiliano Varricchio | Padova    | 5     |
| 2.º  | Francesco Lodi          | Empoli    | 5     |
| 4.º  | Alessandro Diamanti     | Livorno   | 4     |
| 4.º  | Davide Succi            | Ravenna   | 4     |
| 4.º  | Giampaolo Pazzini       | Sampdoria | 4     |

- Datos: Q955812
- Multimedia: 2008-2009 Coppa Italia / Q955812